# Manduca stuarti
Manduca stuarti là một loài bướm đêm thuộc họ Sphingidae. Nó được tìm thấy ở Bolivia.
Con trưởng thành bay từ tháng 10 đến tháng 12.

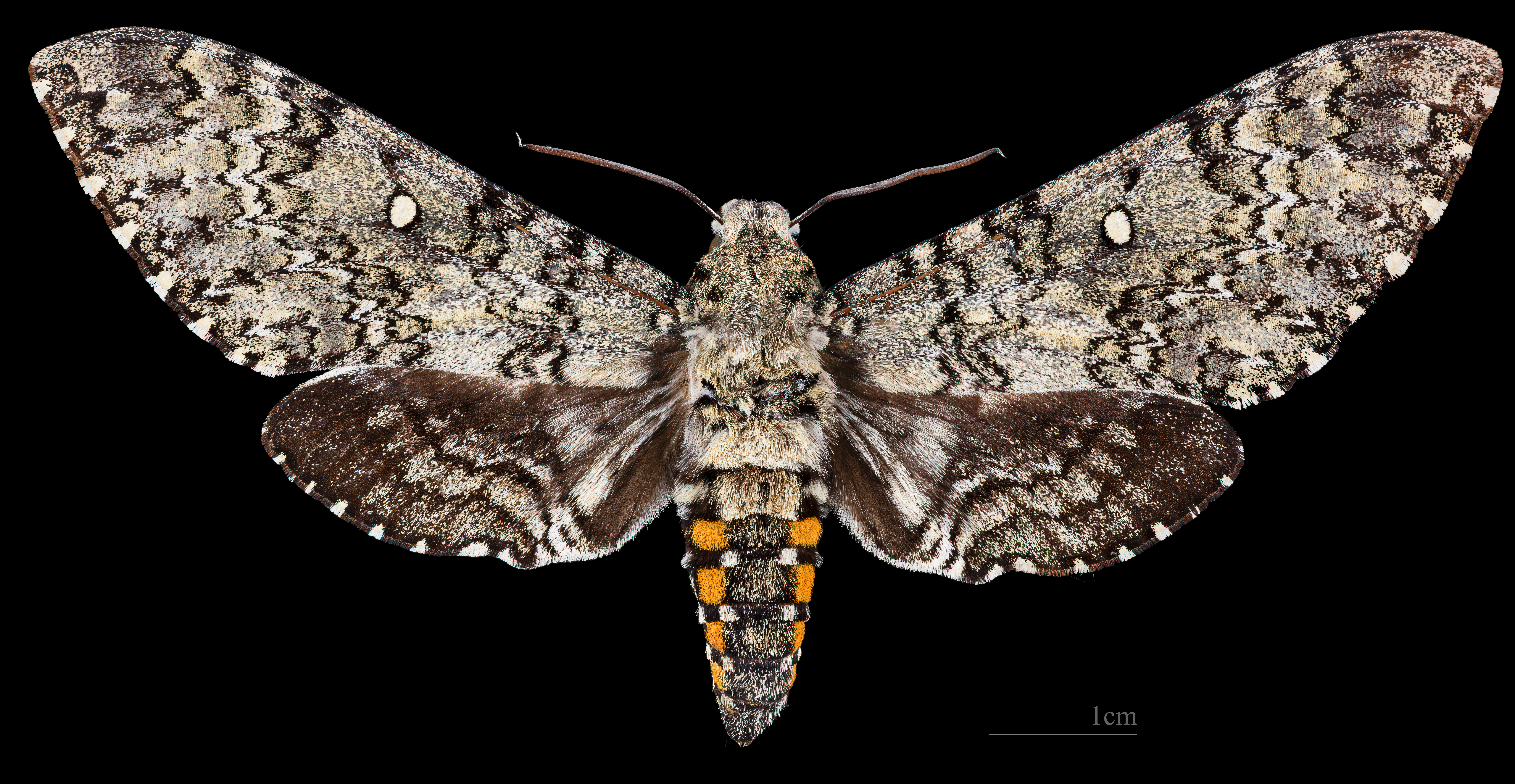
Manduca stuarti  ♀
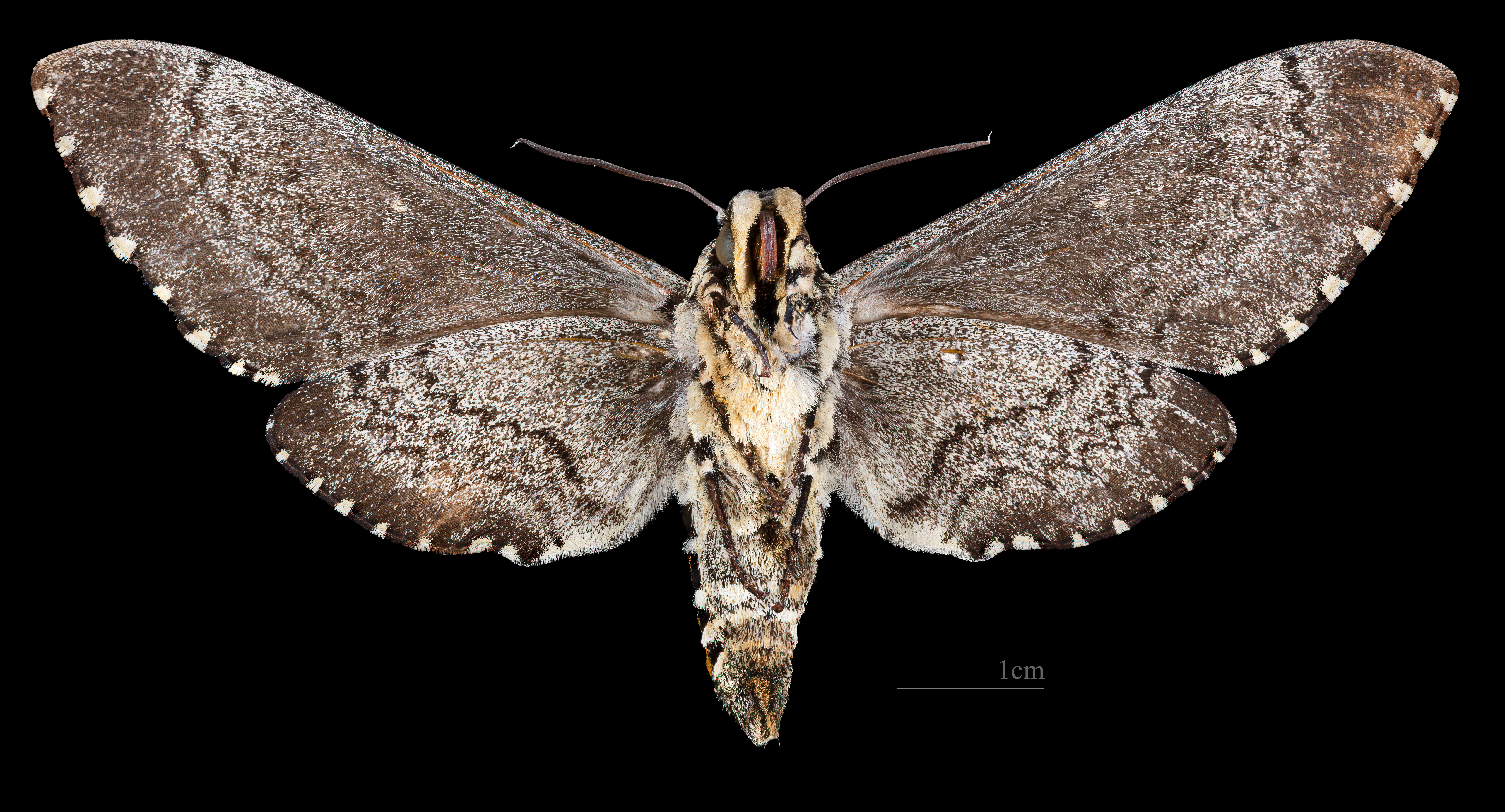
Manduca stuarti  ♀ △